# Kaarlo A. Heiskanen
Kaarlo A. Heiskanen, finski general, * 1894, † 1962.